# Panasqueira (Câmara de Lobos)

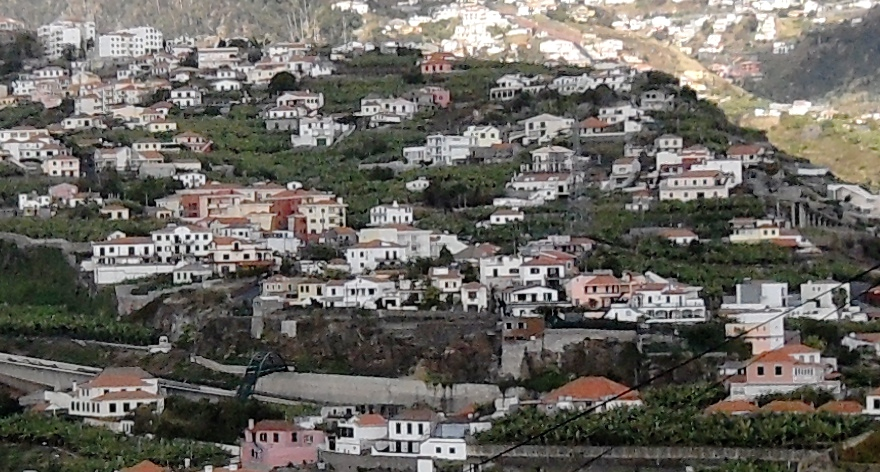
Vista geral da Panasqueira, tirada do Miradouro da Torre

Panasqueira é uma localidade pertencente às freguesias de Câmara de Lobos e Estreito de Câmara de Lobos, na Região Autónoma da Madeira. Embora não se conheça com certeza a origem deste nome, presume-se que o possa ter ido buscar a panasqueira, significando terreno onde cresce panasco, erva comum em Portugal e que serve para pasto.